# Колокольчик безенгийский
Колоко́льчик безенги́йский (лат. Campanula besenginica) — травянистое многолетнее растение семейства Колокольчиковые (Campanulaceae). Редкий вид, эндемик Центрального Кавказа с очень узким ареалом, занесён в Красную книгу России.

## Название
Видовое название колокольчик безенгийский получил от названия ледника Безенги, из района которого он был впервые описан.

## Ботаническое описание

### Морфология
Многолетнее травянистое растение высотой 15—20 см с многоглавым корневищем. Стебли тонкие, прямые или восходящие, у основания густо покрыты отмершими черешками листьев.
Листья цельные, прикорневые узколанцетные, на длинных черешках, стеблевые — линейные. Сверху покрыты прижатыми волосками, снизу голые, блестящие.
Цветёт в июле. Чашечка цветка с треугольно-ланцетными туповатыми зубцами, сверху голыми, а внутри с беловойлочным опушением. Придатки чашечки маленькие, почти незаметные. Венчик синий, узкоколокольчатой формы, голый, втрое длиннее чашечки.

### Распространение
Колокольчик безенгийский произрастает только в России — в Республике Кабардино-Балкария, где ареал его ограничен бассейном реки Черек-Безенгийский. Растёт на скалах, моренах и щебнистых россыпях в приледниковой зоне на высоте 1800—3400 метров над уровнем моря.